# Lennart Neckman
Lennart Neckman, född 1918 i Överkalix, död 1992, var en svensk officer, företagsledare och politiker (moderat). Neckman var kommunstyrelsens ordförande och kommunalråd i Österåker - Vaxholms kommun från 1962 till 1976. Neckman har gett namn till Lennart Neckmans väg i Åkersberga.